# Ixtapa
För andra betydelser, se Ixtapa (olika betydelser).

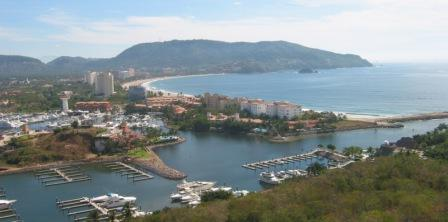
Ixtapa: Bild tagen mot öster. Bakom berget vid nästa bukt ligger Zihuatanejo

Ixtapa är en ort i Mexiko.   Den ligger i kommunen Zihuatanejo de Azueta och delstaten Guerrero, i den södra delen av landet, 300 km sydväst om huvudstaden Mexico City. Ixtapa ligger 10 meter över havet och antalet invånare är 5 207.
Orten är en turistort som från början inte var mer än en samling hus, är systerort till den äldre Zihuatanejo ca 3 km därifrån. Ixtapa ligger vid Stilla-havskusten ca 200 km väster om Acapulco och började anläggas på 1970-talet, med stor utbyggnad på 1980- och 1990-talet. Centrum ligger längs en strandväg där de flesta internationella hotellen finns representerade och franchisetagare för restaurangkedjor har sina etablissemang. Isla de Ixtapa ligger något åt väster och är inte synlig från huvudbukten men väl från de anläggningar med "allt inkluderat"-service som ligger västerut. Mellan dessa två ligger de mer exklusiva områdena med fritidshamnen som centrum. I hamnen kan man oftast se stora USA-registrerade lustfartyg i privat ägo och för charter. Dykning och skaldjur hör till det bästa men det är inget ekonomiskt chartermål.